# CD8
CD8 (Кластер дифференцировки 8) — трансмембранный гликопротеин, служащий корецептором Т-клеточных рецепторов (TCR). Как и TCR, CD8 связывается с молекулой главного комплекса гистосовместимости (MHC), но в отличие от TCR он специфичен для белков MHC класса I. Есть и другое отличие от TCR, который взаимодействует с антигенсвязывающей областью МНС и обеспечивает специфичность распознования, а молекула ко-ресептора CD8 связывается с неполиморфной частью МНС, доменом а3, расположенной далеко от антигена..
Существует 2 изформы белка, Альфа и Бета, каждая из которых кодируется отдельным геном. У человека оба гена расположены на 2-й хромосоме в позиции 2p12. CD8A состоит из 235 аминокислотных остатков, а CD8B — из 210. Выравнивание последовательностей показывает, что эти две молекулы имеют всего 25 консервативных остатков.
Обе цепи CD8 относятся к трансмембранным белкам I типа и состоят из трёх основных участков: внеклеточного N-концевого эктодомена (остатки 23–182 в CD8A и 23–170 в CD8B), трансмембранной альфа-спирали (остатки 183–203 в CD8A и 171–191 в CD8B) и небольшой цитоплазматической области (остатки 220–235 в CD8A и 192–210 в CD8B). Эктодомен CD8 включает один иммуноглобулиноподобный домен переменного типа (IgV) и динамичный пролин-обогащённый стержневой участок, соединяющий IgV-домен с трансмембранной спиралью.
Активная форма CD8 — это димер. Обнаружены три типа димеров: CD8αα, CD8αβ и CD8ββ [2]. Они различаются функционально и по распределению по клеткам.

### Ключевые остатки цистеина.
Цепи CD8 содержат несколько ключевых остатков цистеина, играющих важную роль в их структуре и функции. Дисульфидная связь между двумя цистеинами в IgV-домене (C43–C115 в CD8A; C41–C116 в CD8B) является необходимым элементом иммуноглобулиновой укладки, обеспечивая стабильность двух β-листов, составляющих этот домен. Остаток C181, расположенный на конце стержневого участка CD8A, критически важен для димеризации, так как образует межсубъединичную дисульфидную связь. В димерах CD8αα он связывается с C181 другой молекулы CD8A, а в димерах CD8αβ — с C168 молекулы CD8B.
Цистеиновые остатки в трансмембранной спирали (TMH) CD8A также играют важную роль в димеризации. Исследования показали, что химерный CD8A с TMH рецептора интерлейкина-2, демонстрирует значительно сниженное содержание димерной формы .
Цитоплазматическая часть CD8A (но не CD8B) содержит два цистеиновых остатка, Cys215 и Cys217, которые входят в состав участка распознавания киназы Lck. Вместе с ионом Zn²⁺ и двумя цистеинами (Cys20 и Cys23) от Lck эти остатки образуют Сys4-Zn   и обеспечивают привязку этой киназы к CD8, способствуя приближению Lck к TCR для фосфорилирования ITAM-участков субъединиц CD3.
Кроме того, другие цистеиновые остатки в цитоплазматических участках CD8A и CD8B могут подвергаться пальмитированию. Пальмитирование играет ключевую роль в локализации белков в специализированных участках мембраны, таких как липидные рафты и иммунологические синапсы. Пальмитирование CD8 помогает подвести Lck к иммунологическому синапсу, обеспечивая близость к ITAM-участкам CD3 и усиливая сигналы TCR.

## Структура MHC-I/CD8 комплексов

Распознавание антигена CD8+ цитотоксической Т-клеткой на инфицированной клетке с комплексом ГКГС-I.

Первая кристаллическая структура экстраклеточного домена молекулы CD8A была опубликована  Leahy, D.J., Axel, R., и Hendrickson, W.A. в 1992 году .
К 2025 году в PDB, базе данных белков с определенной трехмерной структурой, содержится уже более 20 комплексов с участием молекул CD8 из разных организмов в комплексе с разными молекулами МНС или антителами 
Во всех случаях удается определить лишь структуру иммуноглобулиновых доменов обеих субъединиц, линкер, соединяющий  глобулярный домен с трансмембранной спиралью, не виден в электронной плотности, даже если он и присутствовал в кристаллизуемом белке, что свидетельствует о его подвижности.
Внеклеточный домен обеих молекул CD8 имеет типичную структуру вариабельного иммуноглобулина IgV, состоящую из двух β-листов (цепи ABED и A'G'GFCC'C''). Гидрофобные взаимодействия остатков из интерфейса между двумя β-листами вместе с дисульфидной связью между остатками цистеина в цепях B и F обеспечивают стабильность домена. Петли между цепями B и C (CDR1), C' и C'' (CDR2), а также F и G (CDR3) отвечают за контакт с молекулой MHC-I.
Сравнение димеров CD8αα и CD8αβ показывает общую схожесть их структуры, хотя площадь димерного интерфейса CD8αα немного больше, чем у CD8αβ. При этом взаимодействие с MHC-I почень похоже у обоих димеров CD8. Петли CDR обеих субъединиц димера CD8 взаимодействуют с гибкой областью в α3-домене молекулы MHC-I (остатки 223–230). Площадь интерфейса между субъединицами CD8 и МНС-1 невелика и составляет 580 Å2 и 290Å2 для CD8A и CD8В молекул соответственно, что хорошо согласуется с малой величиной сродства CD8 к МНС-I. Однако важность этого взаимодействия была подтверждена в ходе мутационных исследований 

## Функция CD8.
Механизм действия CD8 осуществляется посредством нескольких процессов . Во-первых, стабилизация комплекса TCR/MHC-I c помощью CD8 очень важна для эффективной активации Т клеток особенно антигенами с низким сродством. Во-вторых, кооперативное взаимодействие движения TCR/MHC-I и CD8 MHC-I может влиять на образование особого типа нековалентных взаимодействий, catch bonds, которые играют ключевую роль при переносе сигнала от TCR внутрь Т клеток. В-третьих, CD8 могут отсекать неканоническое связывание TCR на MHC-I из-за несоответствия положения CD8 и MHC-I относительно друг друга. И наконец, привязка киназы рядом СВ3 облегчает запуск каскада фосфорилирования, происходящего для активации Т клеток.

Схема гетеродимерного корецептора CD8